# Declaración de París

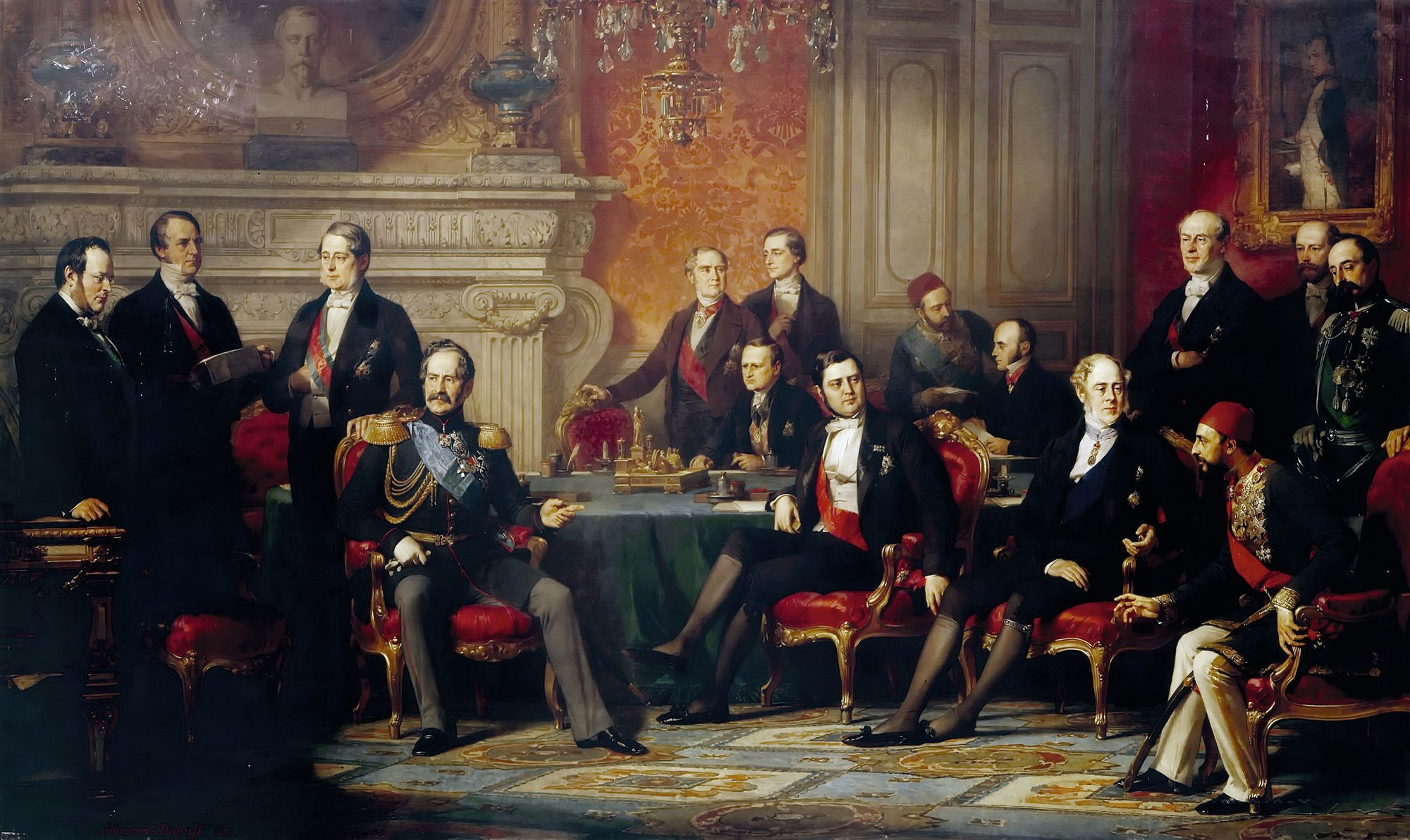
"Le Congrès de Paris, du 25 février au 30 mars 1856" elaborado en 1856, en el Castillo de Versalles. Pintura de Éduoard Dubufe.

La Declaración de París fue una declaración sobre el derecho marítimo europeo en tiempos de guerra realizada en París, Francia, el 16 de abril de 1856. El objetivo principal de dicha declaración fue el tratar el tema de los corsarios.

## Historia
Tras la firma el 30 de marzo de 1856 del Tratado de París, que puso fin a la Guerra de Crimea, los plenipotenciarios de los distintos Estados hicieron pública la Declaración. Fue el resultado de un modus vivendi entre Francia y el Reino Unido, que fue la Guerra de Crimea. Ambas potencias acordaron no incautar los bienes o mercancías enemigas presentes en buques neutrales y no incautar bienes de países neutrales que pudieran encontrarse en barcos enemigos. De igual modo, se comprometieron a no otorgar patentes de corso. La Declaración de París confirmó estos acuerdos y añadió el principio de que para que un bloqueo fuera obligatorio, debía ser efectivo. Prácticamente todos los Estados se adhirieron a esta declaración. Estados Unidos retiró su adhesión formal en 1857, ya que su enmienda, presentada por el Secretario de Estado William L. Marcy, no fue aceptada. Pese a ello, EE. UU. anunció que respetaría los principios de la Declaración durante posibles hostilidades, como ocurrió en la Guerra Hispano-Estadounidense. Las normas presentes en esta declaración se consideraron más tarde como parte del Derecho internacional, e incluso Estados Unidos, sigue sus disposiciones.